# Juan Bautista Eguzkitza
Juan Bautista Eguzkitza Meabe ou Jon Eguzkitza, né le 28 novembre 1875 et mort le 12 août 1939 à Lemoa, est un écrivain, prêtre et académicien basque espagnol de langue basque et espagnole.

## Biographie
Juan Bautista Eguzkitza étudie la prêtrise à Amorebieta-Etxano puis à Vitoria-Gasteiz, avant d'être ordonné prêtre en 1899. Ayant un Baccalauréat en théologie, il est professeur du préceptorat de latin à Lekeitio.
En 1915, il publie Garbitokiko arimaen illa, une traduction d'un livre de Felix Sardà y Salvany, et Andra Mariaren Loretako illa en 1919. La même année, Juan Bautista Eguzkitza est membre de l'Académie de la langue basque (Euskaltzaindia). En 1927, à Arrasate, il prêche un sermon en basque intitulé "El Día del Euskera" (La journée de l'euskara) qui sera imprimé plus tard. En 1930, lui est décerné le prix Kirkiño pour son article Emakume euskotarrak. 

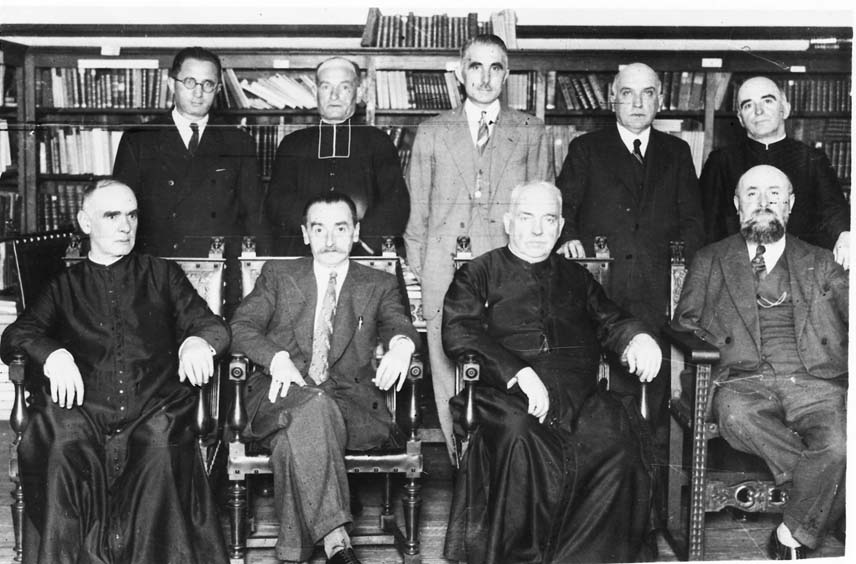
Réunion en 1927 à l'Euskaltzaindia.
Debout : Orixe, Jean Elizalde, Seber Altube, Julio Urkixo et Erramun Olabide.
Assis : Juan Bautista Eguzkitza, Bonifazio Etxegarai, Resurreccion Maria Azkue et Georges Lacombe.

En 1933, il traduit le livre de prière Argi Donea et en 1935, il publie Gizarte-auzia : ugazaba ta langille arteko gora-berak. Il collabore à des hebdomadaires et des magazines tels que Ekin, Zale Jaungoiko, Euskera, RIEV et Yakintza. 
Il meurt à Lemoa le 12 août 1939 à l'âge de 63 ans.